# Otto II. (Hoya)
Otto II. von Hoya (* 1271; † 1324) war von 1313 bis 1324 regierender Graf von Hoya.

## Familie

Siegel Otto II. von Hoya

Otto war Sohn von Graf Heinrich II. von Hoya und Jutta von Ravensberg, Tochter von Ludwig von Ravensberg.
Er heiratete Ermengard von Holstein, eine Tochter von Adolf VI. Aus dieser Verbindung gingen vier Nachkommen hervor:
- Gerhard III. von Hoya, († 1383), 1324 bis 1383 Graf von Hoya (Niedergrafschaft)
- Johann II. von Hoya, († 1377) 1324 bis 1377 Graf von Hoya (Obergrafschaft)
- Heilwig, verheiratet mit Christian von Oldenburg
- Hadewig, 1363–1365 Äbtissin in Bassum

## Leben und Wirken
1290 bis 1313 regierte sein älterer Bruder Gerhard II. von Hoya. Als dieser kinderlos starb, übernahm Otto die Regierung der Grafschaft. Noch zu Gerhards Lebzeiten wurde vereinbart, dass die Grafschaft unter Ottos Söhnen Gerhard und Johann geteilt werden soll, was sie 1345 auch taten.
In Ottos kurze Regierungszeit fielen Bündnisse mit den Herzögen zu Braunschweig-Lüneburg, dem Erzbistum Bremen sowie den Grafen von Oldenburg und den Grafen von Diepholz.